# جون كروز
جون كروز (بالإنجليزية: Johan Cruz)‏ (8 أكتوبر 1987 بلا رومانا في جمهورية الدومينيكان - ) هو لاعب كرة قدم دومينيكي في مركز الدفاع. شارك مع منتخب جمهورية الدومينيكان لكرة القدم. أما مع النوادي، فقد لعب مع Inter de Bayaguana ‏ وAtlético Pantoja ‏.

## وصلات خارجية
- جون كروز على موقع الاتحاد الدولي (مؤرشف)  (الإنجليزية)
- جون كروز على موقع قاعدة بيانات كرة القدم.إي يو (الإنجليزية)
- جون كروز على موقع ناشيونال فوتبول تيمز (الإنجليزية)